# Zhengdao Wang
Zhengdao Wang, da Iowa State University, Ames, Iowa, foi nomeado Fellow do Instituto de Engenheiros Eléctricos e Electrónicos (IEEE) em 2016 por suas contribuições para comunicações de múltiplas operadoras e análise de desempenho de sistemas sem fio.